# هیوندای ولاستر
هیوندایی ولاستر یا ولستر (Hyundai Veloster) خودرویی کوپه سه در بود که از سال ۲۰۱۱ تا ۲۰۲۲ در کره جنوبی تولید شد.
این خودرو در کلاس خودرو کامپکت کوچک قرار گرفته و طراحی آن خودروهای موتور جلو-محور جلو بوده‌است. سیستم جعبه‌دندهٔ آن ۶ دنده به صورت دستی و اتوماتیک است.
این خودرو از امکانات خوبی نیز بهره‌مند می‌باشد. هیوندای ولاستر ابتدا در دو تیپ عادی و توربو قابل خریداری بود ولی اکنون هیوندای این دو تیپ را باهم ترکیب کرده‌است و آن را با نام ریمیکس لیمیتد ادیشن نیز به فروش می‌رساند. همچنین هیوندای ولاستر در سال ۲۰۱۱ موفّق به دریافت جایزه طراحی سال شد.این خودرو یکی  از خودروهای 3 درب جهان محسوب میشه